# Càtedra Josep Pla de Literatura i Periodisme
La Càtedra Josep Pla de Literatura i Periodisme és una entitat de recerca i transferència centrada en l'estudi i la investigació de l'obra de Josep Pla. La Càtedra es va constituir l'any 2010, fruit d'un acord entre el Grup 62, la Fundació Josep Pla i la Universitat de Girona. Actualment, es troba a l'edifici de Sant Domènec de la Facultat de Lletres de la Universitat de Girona, al Barri Vell, juntament amb altres entitats de recerca vinculades a la Universitat.
Al moment de la creació de la Càtedra, la Fundació Josep Pla, a part de ser la dipositària del Centre de Documentació de Palafrugell, presentava experiència en difusió cultural en el territori de les comarques gironines, especialment vinculada amb el sector del turisme cultural. Aquest aspecte permet complir amb un dels objectius de la càtedra: transferir l'estudi i l'obra de Josep Pla a la societat. D'altra banda, el Grup 62 aportava el valor editorial a la Càtedra i una trajectòria notable en el sector editorial català i espanyol. El Grup 62 dona valor al dipòsit bibliotecari de la Càtedra ja que, a través d'Edicions Destino, té els drets exclusius de l'edició de l'obra de Josep Pla. Investigadors de literatura catalana contemporània i de l'obra de Josep Pla de la Universitat de Girona aporten el coneixement, el bagatge i les eines del món acadèmic.

## Finalitats
Les principals finalitats de la Càtedra Josep Pla de Literatura i Periodisme són:
- Col·laborar i assessorar el Grup 62 perquè les edicions de l'obra de Josep Pla aribin a les llibreries en edicions fiables i divulgatives.
- Col·laborar amb els hereus de Josep Pla, oferint-los orientació sobre el patrimoni literari de què són dipositaris i intermediant, quan calgui, en defensa dels interessos de l'escriptor.
- Col·laborar i assessorar la consolidació del Centre Documental de la Fundació Josep Pla, ajudant en la seva catalogació i ordenació, impulsant la seva digitalització, i afavorint-ne la difusió.
- Formar un equip investigador capaç de preparar edicions crítiques i revisades de les grans obres de Josep Pla.
- Organitzar periòdicament activitats de recerca i divulgatives sobre la figura i l'obra de Josep Pla.
- Desenvolupar altres feines de recerca i de divulgació dels llibres i de la producció de l'autor.
- Obrir les portes de la Universitat als escriptors actuals per afavorir la relectura de l'obra de Josep Pla des de la contemporaneïtat.

La digitalització de les obres de Pla, preparar-ne noves edicions i divulgar el llegat de Pla són objectius fundacionals de la Càtedra. Aquests objectius es tradueixen en llibres, comissariat d'exposicions, organització de cicles de conferència, simposis i congressos acadèmics.

### Activitats
Des de la seva creació, i gràcies a la col·laboració amb la Fundació Josep Pla de Palafrugell i el Grup 62-Edicions Destino, la Càtedra Josep Pla ha impulsat un important nombre de publicacions de Josep Pla i sobre Josep Pla, entre les quals destaquen llibres i epistolaris inèdits, reedicions en col·leccions de butxaca, edicions i reedicions en castellà, edicions didàctiques, estudis sobre l'obra de Josep Pla i exposicions.

#### Llibres inèdits
- Història de la Segona República Espanyola. Manuscrit original català inacabat. Edició de Xavier Pla. Pròleg de Maria Josepa Gallofré Virgili. Barcelona, Ed. Destino, 2020.
- Fer-se totes les il·lusions possibles i altres notes disperses. Edició de Francesc Montero. Barcelona, Ed. Destino, 2017.
- La vida lenta. Notes per a tres diaris (1956, 1957, 1964). Edició de Xavier Pla. Barcelona, Ed. Destino, 2014.

#### Epistolaris inèdits
- (en preparació). Cartes de Josep Pla-Joan Estelrich (1920-1950). A cura de Sílvia Coll-Vinent. Barcelona, Ed. Destino, 2021.
- L'hora de les decisions. Josep Pla i Jaume Vicens Vives (Cartes 1950-1960). A cura de Guillem Molla. Pròleg de Joaquim Nadal. Barcelona, Ed. Destino, 2018.
- Estimat amic. Pla i Gaziel. Correspondència (1941-1964). A cura de Manuel Llanas. Barcelona, Ed. Destino, 2018.

#### Reedicions en col·leccions de butxaca
- Viatge a Rússia el 1925. Pròleg de Marta Rebón. Barcelona, Edicions 62, labutxaca, 2021.
- Cabotatge mediterrani. A cura de Jesús Revelles. Barcelona, Edicions 62, labutxaca, 2018.
- Barcelona, una discussió entranyable. Pròleg d'Antoni Vives. Barcelona, Edicions 62, labutxaca, 2015.
- El pagès i el seu món. Pròleg de Jordi Canal. Barcelona, Edicions 62, labutxaca, 2014.
- Dotze homenots. Pròleg de Toni Sala. Barcelona, Edicions 62, labutxaca, 2013.
- El quadern gris. A cura de Narcís Garolera. Barcelona, Edicions 62, labutxaca, 2012.
- Aigua de mar, una tria. Pròleg de Jordi Amat. Barcelona, Edicions 62, labutxaca, 2012.
- Girona, un llibre de records. Pròleg de Narcís Comadira. Barcelona, Edicions 62, labutxaca, 2011.

#### Edicions i reedicions en castellà
- Dietarios de Madrid. Pròleg de David Trueba. Barcelona, Ediciones Destino, 2020.
- Las ciudades del mar. Pròleg de José Carlos Llop. Barcelona, Ediciones Destino, 2019.
- Viaje a Rusia. Traducció i pròleg de Marta Rebón. Barcelona, Ediciones Destino, 2018.
- Fin de semana en Nueva York. Edició de Xavier Pla. Barcelona, Ediciones Destino, 2016.

#### Edicions didàctiques
- El carrer estret. A cura de Francesc Montero i Neus Vergés. Barcelona, Edicions 62, EDUCAULA, 2012.

#### Estudis sobre l'obra de Josep Pla
- Josep Pla y Miguel Delibes: El escritor y su territorio. A cura de Xavier Pla i Francesc Montero. Madrid, Sílex, 2018.
- Proust a Catalunya. Lectors, crítics, traductors i detractors de la "Recherche". A cura de Xavier Pla. Barcelona, Arcàdia Editorial, 2016.
- El món d'ahir de Joan Estelrich (dietaris, cultura i accio política). A cura de Xavier Pla. València, PUV, 2015.

#### Exposicions
- Mig Europa cau. Impressions de Josep Pla sobre la Gran Guerra. Comissariada per Francesc Montero. Fundació Josep Pla, 2017-2018. Itineràncies a Barcelona i Girona, 2019.
- A l'ombra de Josep Pla. Cinc escriptors-periodistes gironins de la República. Comisariada per Xavier Pla i Francesc Montero. Fundació Josep Pla, 2011-2012. Itineràncies a Girona, La Bisbal d'Empordà, Castelló d'Empúries i Figueres, 2012.

### Equip
El director de la Càtedra és Xavier Pla i Barbero, professor de Literatura Catalana Contemporània i de Teoria de la Literatura de la Universitat de Girona.
Per garantir el seguiment de la Càtedra es va crear una Comissió Mixta de Seguiment formada per un representant d'Edicions Destino-Grup 62, Anna Aguiló (directora de la Fundació Josep Pla) i Xavier Pla (UdG).
El Consell Assessor de la Càtedra està format per vuit membres, que representen les institucions implicades: el Grup 62, la Fundació Josep Pla i la Universitat de Girona. A més, també hi tenen cabuda experts vinculats a altres institucions, que destaquen per la seva especialitat i coneixement de l'obra de Josep Pla.
La Càtedra està vinculada al Departament de Filologia i Comunicació, i la gestió es realitza des de la secretaria de l'Institut de Llengua i Cultura Catalanes de la Universitat de Girona.
Així mateix, la Càtedra Josep Pla manté estretes relacions amb investigadors col·laboradors (filòlegs, historiadors, crítics, etc.), especialitzats en l'obra de Josep Pla, i amb escriptors catalans actuals.
L'equip de treball actual el conformen:
- Francesc Montero
- Marta Callavé
- Judit Pujol
- David Portillo
- Álvaro Muñoz